# Hôtel de Lauzun
El hôtel de Lauzun está ubicado en el 4 distrito de París, en la costa norte de Île Saint-Louis, en el 17, quai d'Anjou en la Île Saint-Louis en el distrito 4 de París. 

## Historia
Fue construido entre 1657 y 1658 por el arquitecto francés Charles Chamois para el financiero Charles Gruyn. Fue decorado por el pintor Michel Dorigny, alumno y yerno de Simon Vouet que heredó el estudio del maestro tras su muerte en 1649. Conocemos de él en el Hotel de Lauzun, El triunfo de Cérès, El retrete de Venus, Diana y Endymion así como El triunfo de Flora.
Fue comprado y habitado en 1682 por el duque de Lauzun, en 1685 por el marqués de Richelieu que la revendió en 1709 a Pierre-François Ogier, Gran Audiencia de Francia y Receptor General del Clero de Francia. Posteriormente pasó a manos de su hijo, Jean-François Ogier, quien lo vendió en 1764 a René-Louis de Froulay, marqués de Tessé. Pasó en 1769 a sus nietos, los Saulx-Tavannes, que la vendieron en 1779 al Marqués de Lavallée de Pimodan que la ocupó hasta la Revolución
El escritor Roger de Beauvoir nació allí en noviembre de 1806 y vivió allí.
Fue restaurado por el bibliófilo y coleccionista Jérôme Pichon, quien alquiló algunas habitaciones a creadores.
Charles Baudelaire vive en estos lugares de octubre de 1843 a septiembre de 1845, en la planta superior, en un pequeño apartamento con vistas al patio. Allí recibió a Madame Sabatier y escribió su poema L'Invitation au voyage. Entre sus vecinos del edificio se encuentra su amigo Théophile Gautier, cofundador del Club des Haschischins y de la experiencia de los Paraísos Artificiales, y el pintor Joseph Ferdinand Boissard de Boisdenier (1813-1866), en cuya residencia tenían lugar las sesiones del Club Mensual. En la planta baja está el comerciante de segunda mano Arondel con el que Baudelaire está muy endeudado.
El 23 de marzo de 2022, el ayuntamiento de París hizo colocar allí una placa conmemorativa en homenaje a Charles Baudelaire.

Vues anciennes
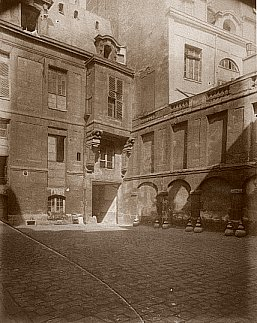
Patio.
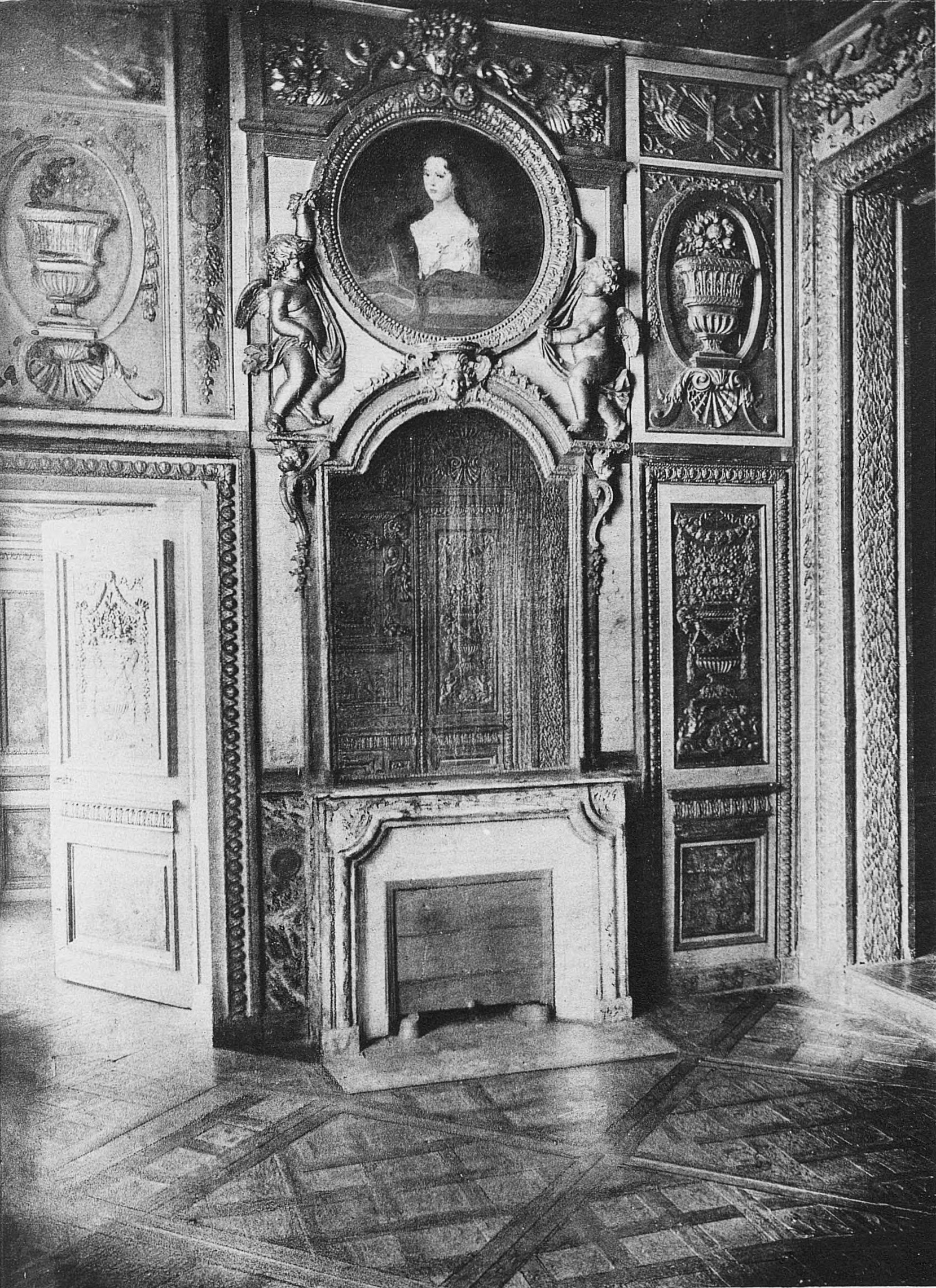
Interior.
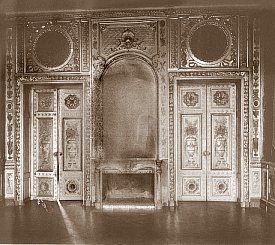
Interior.
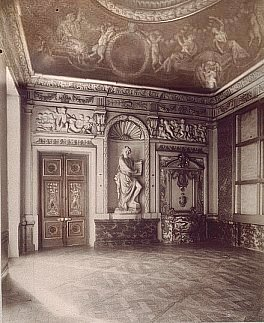
Interior.
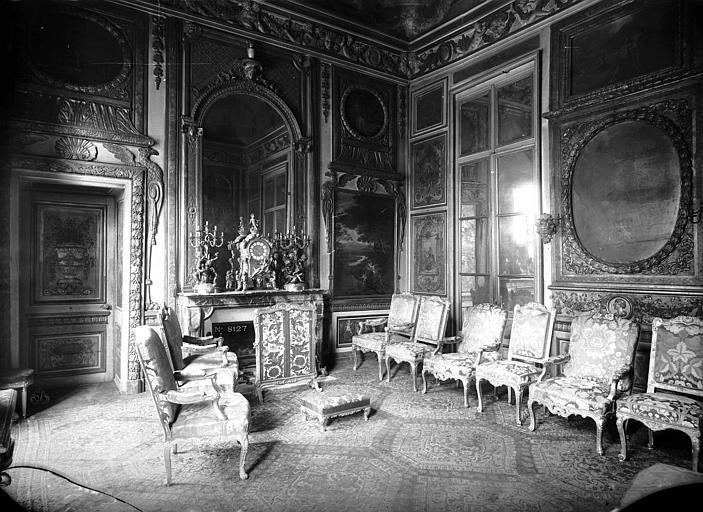
Gran salón.
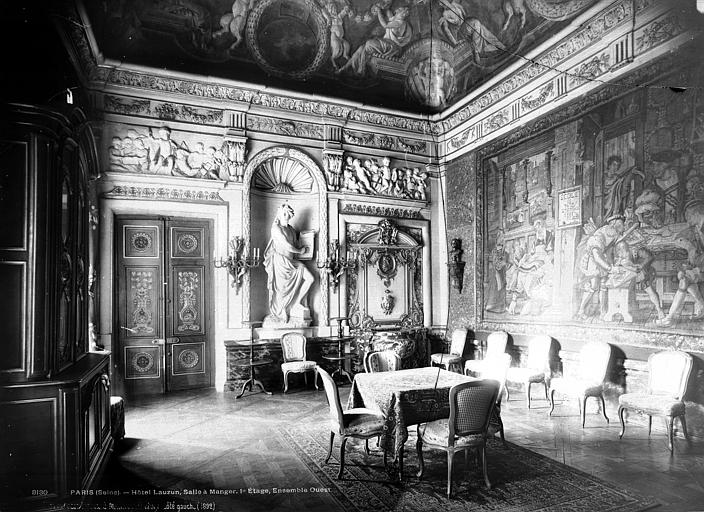
Comedor.
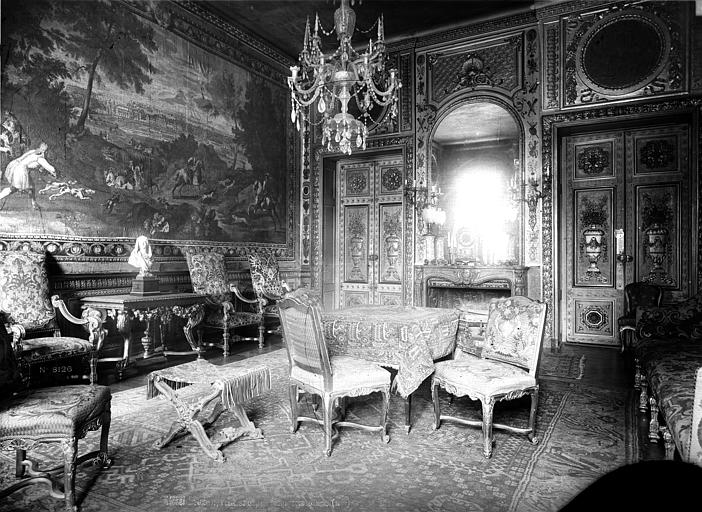
Pequeña sala de estar.

Fue catalogado como monumento histórico en 1906 y desde 1928 es propiedad de la ciudad de París. Ya en el siglo XIX era de propiedad municipal. La familia Pichon, descendiente de la nobleza del Imperio, era propietaria y vivía aquí mientras tanto.
Desde el 12 de noviembre de 2013 alberga el Instituto de Estudios Avanzados de París, un instituto de investigación que alberga investigadores internacionales en humanidades y ciencias sociales en residencia.

## Descripción
Su fachada exterior, que sigue la línea de los edificios que componen esta vía, tiene un elemento destacable, su ornamentado balcón de hierro forjado. Las puertas de entrada se instalaron en 1910.

Façade sur le quai d'Anjou
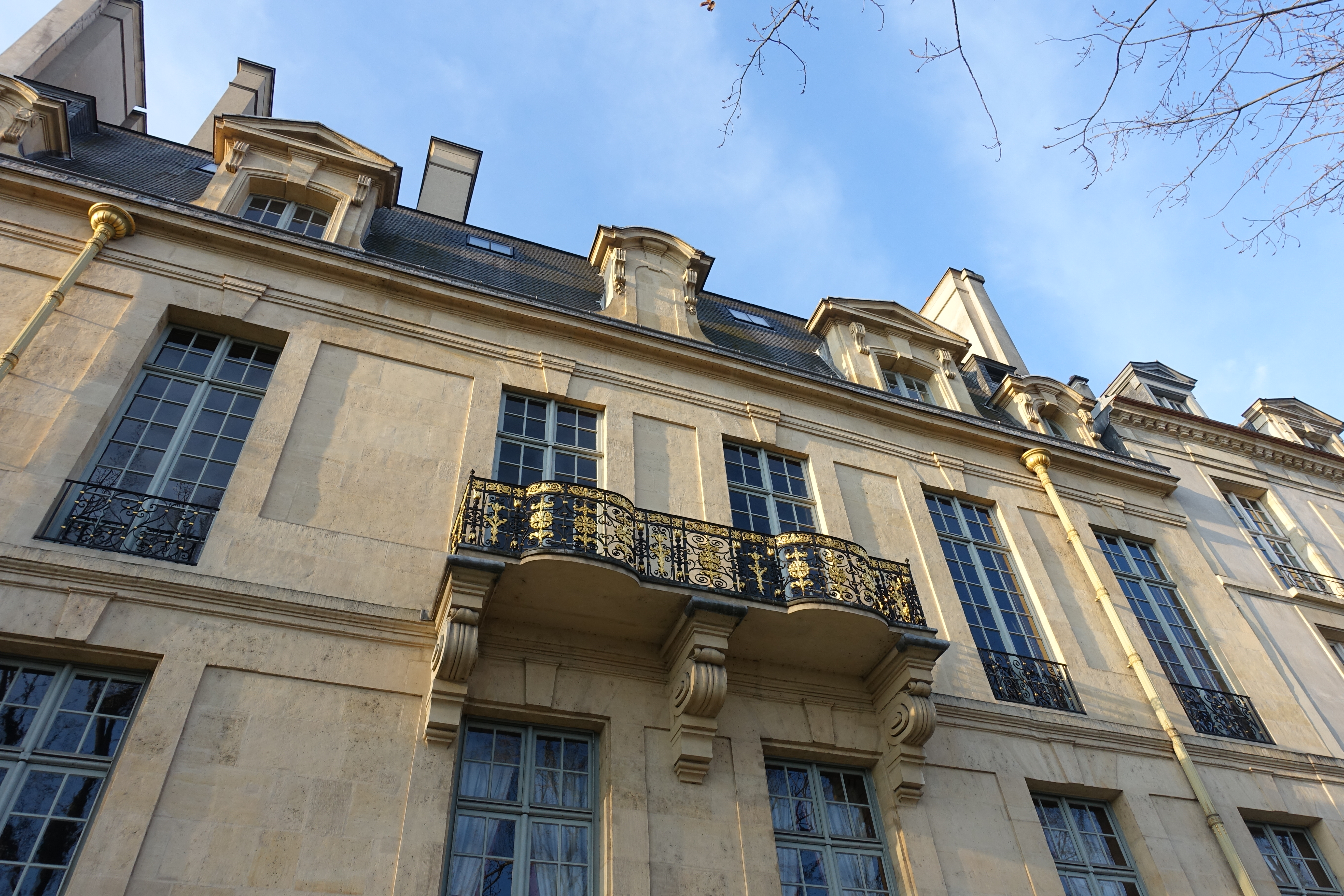
Fachada principal del edificio principal sobre el muelle.
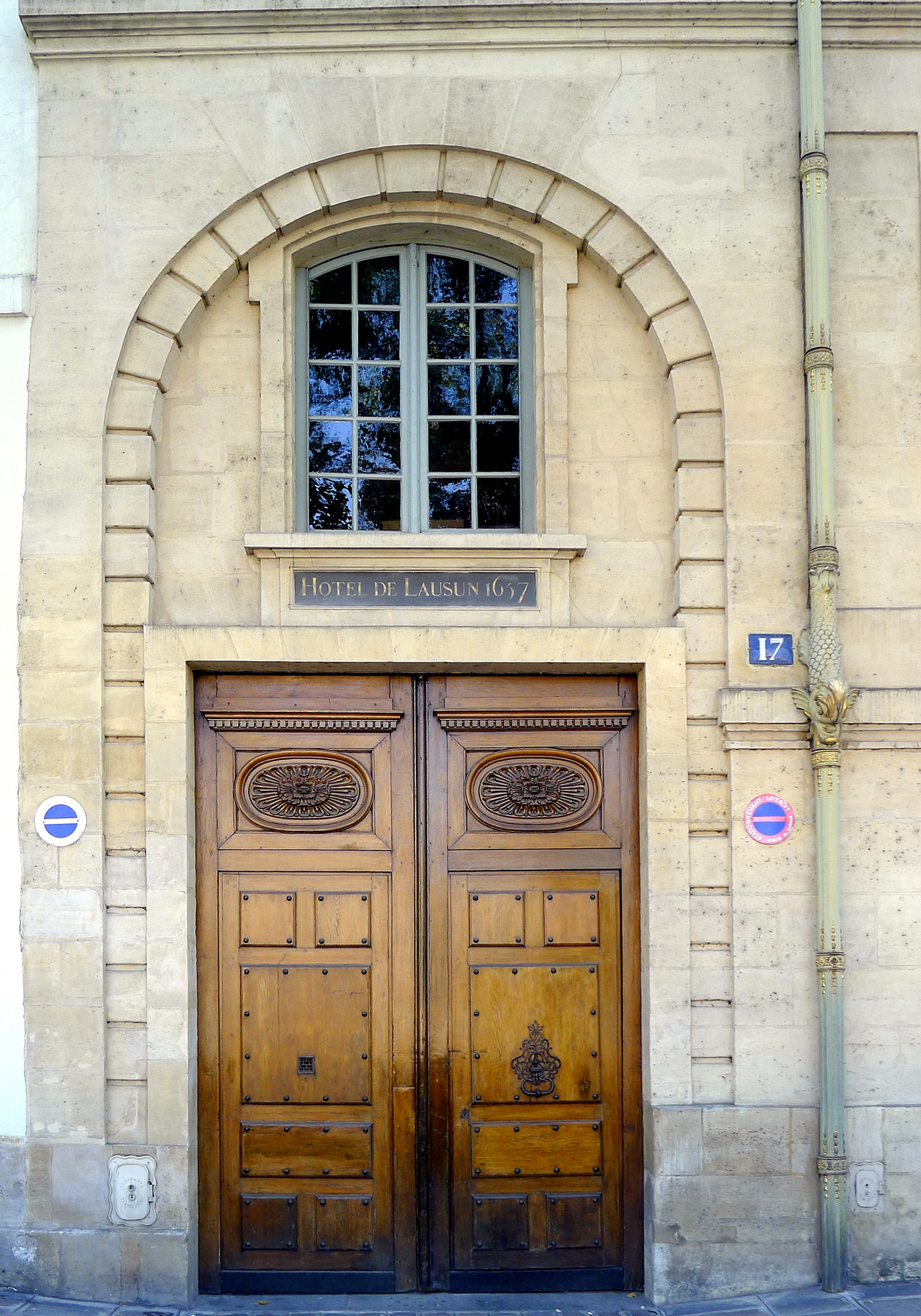
El portal
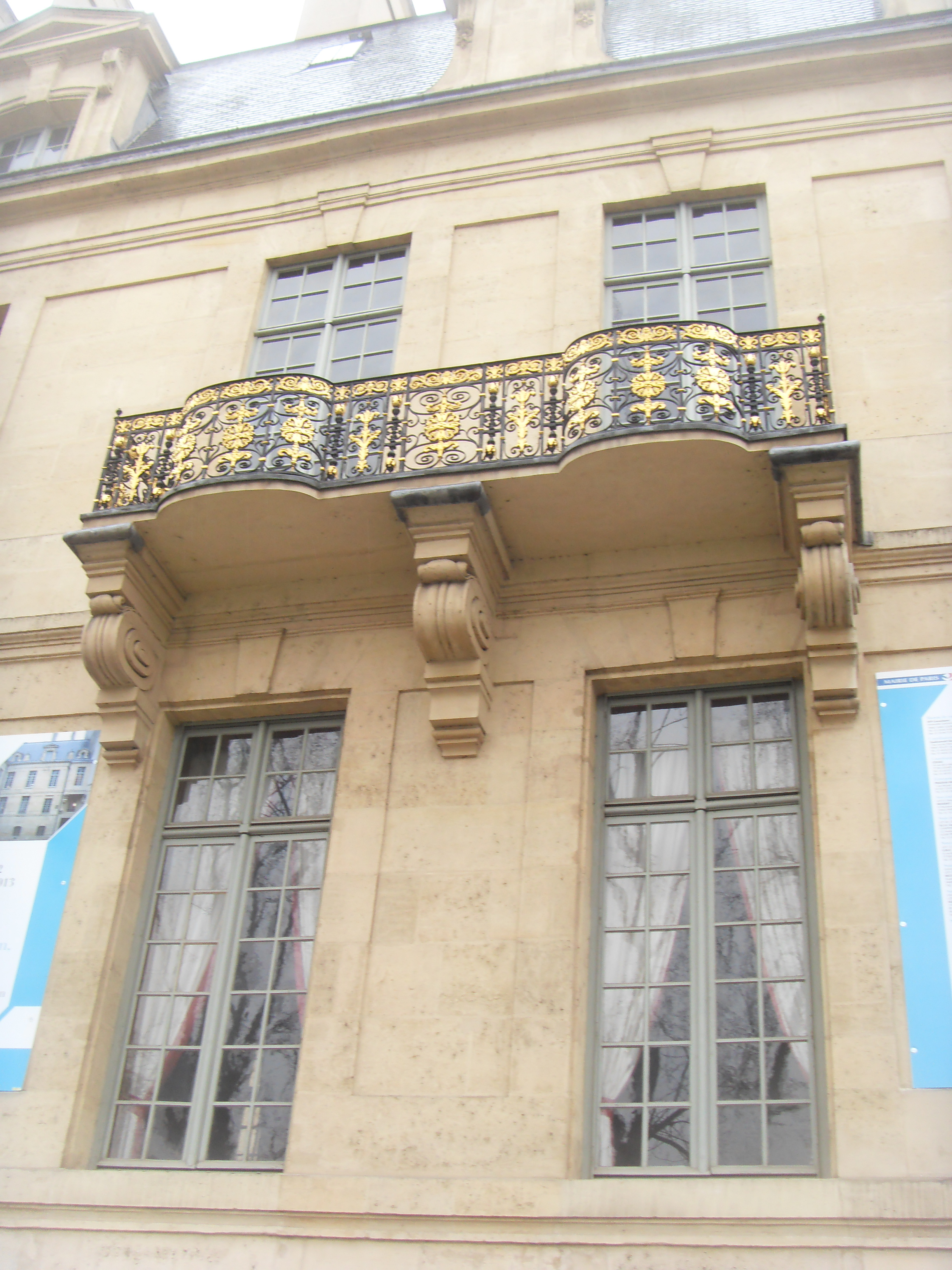
El balcón.

El patio interior, empedrado, tiene tres fachadas además de un muro ciego decorado con arcadas.

Cour intérieure
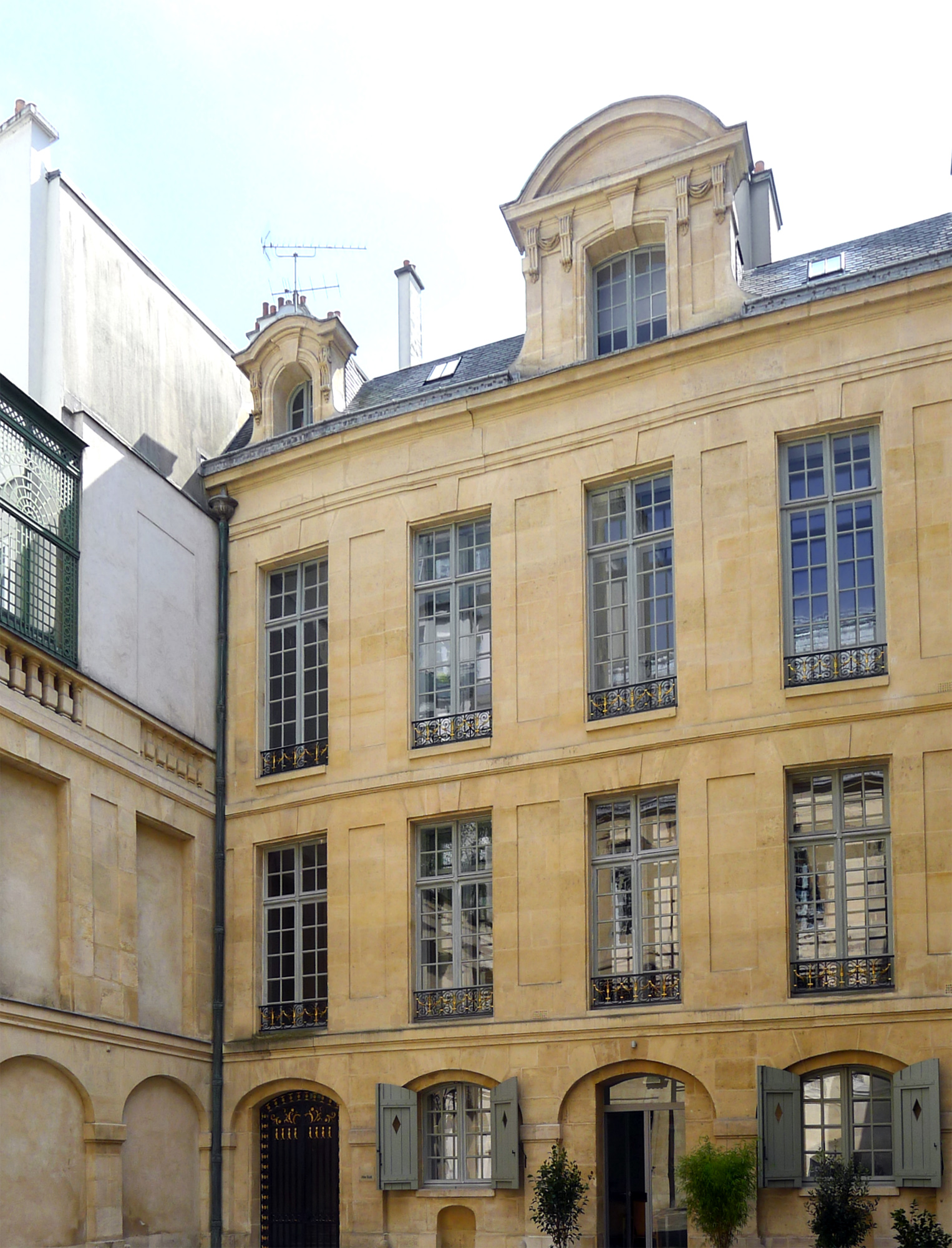
Fachada sur, sobre patio, y muro de zorros.
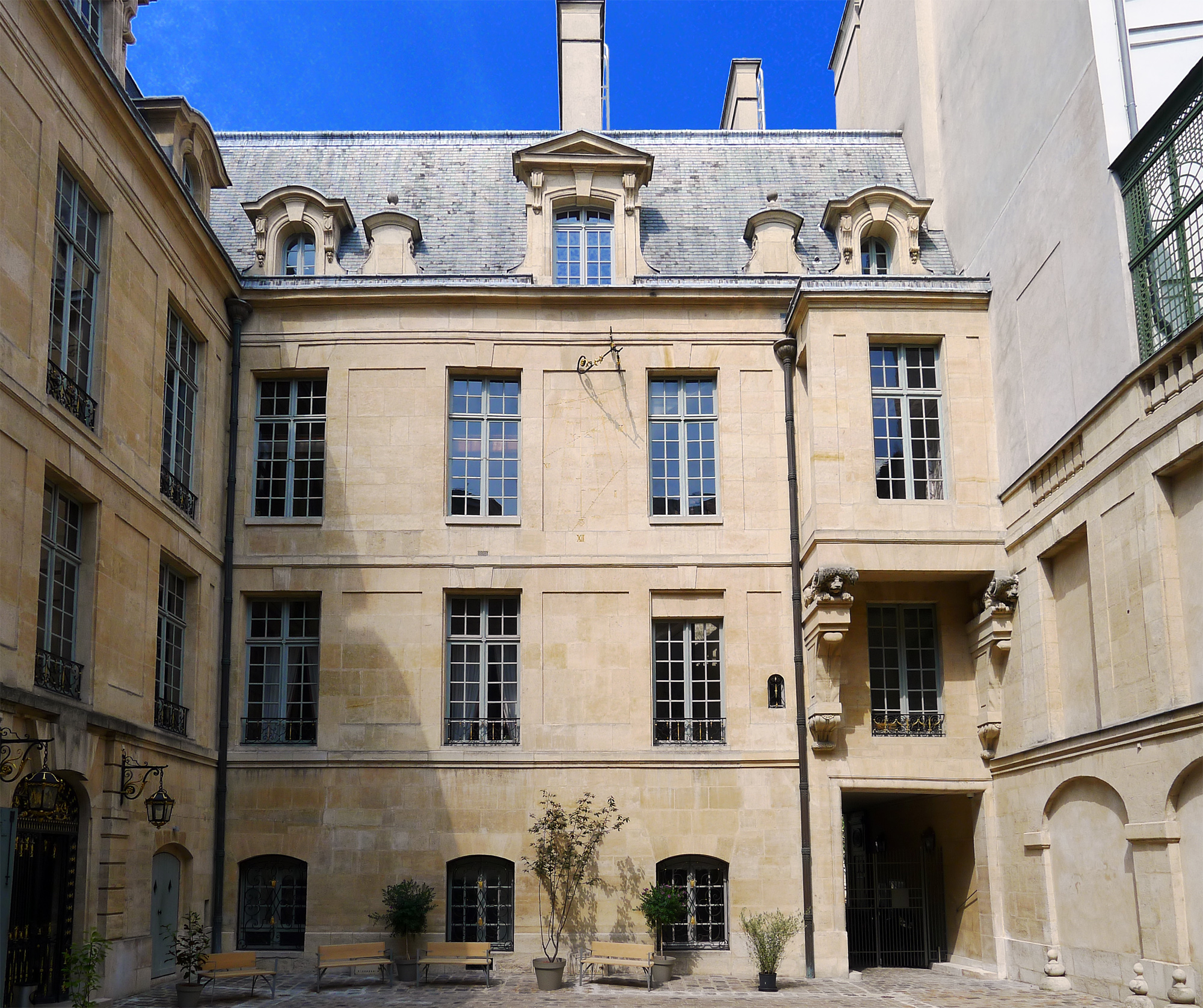
Fachada norte, con un reloj de sol en el centro.
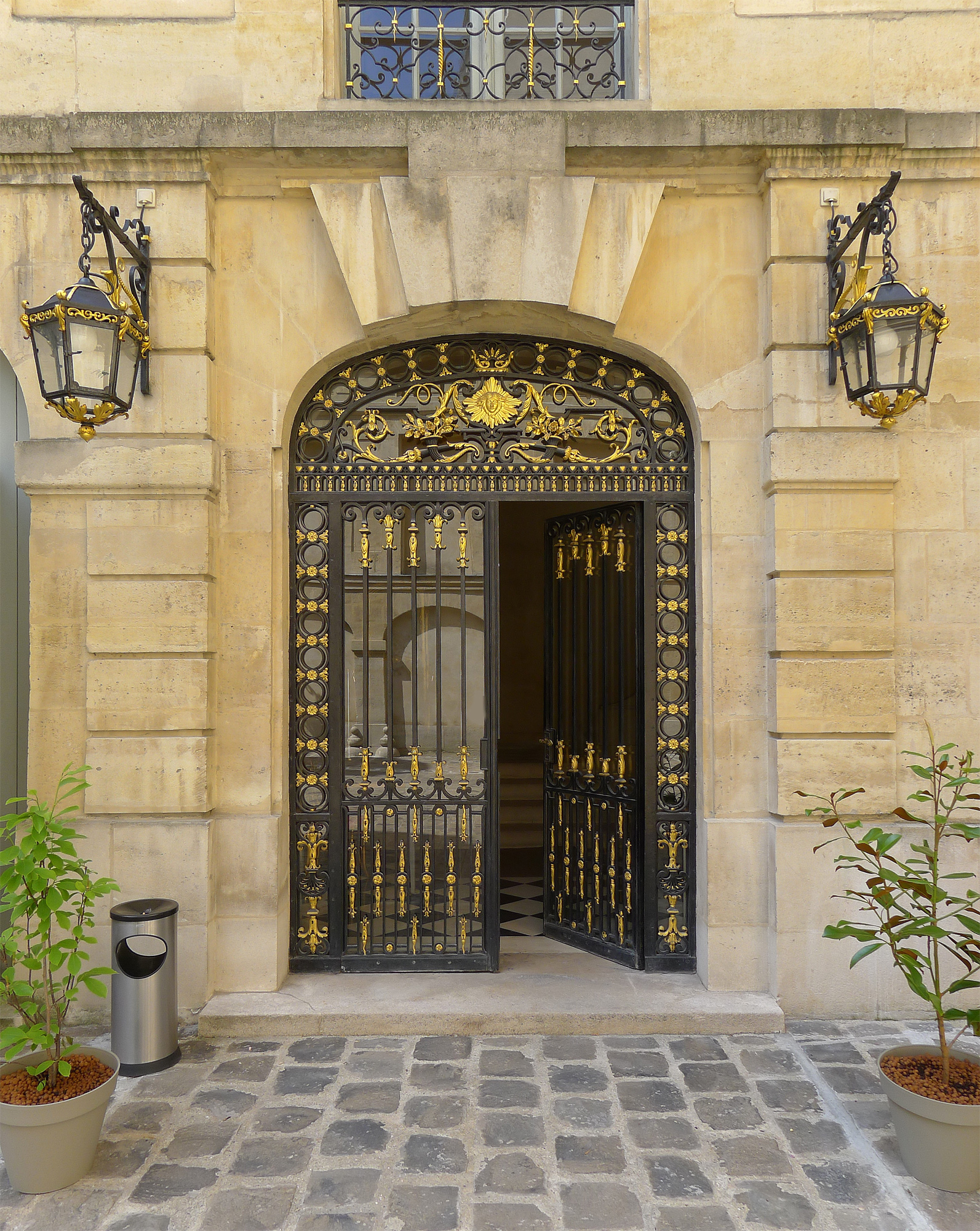
Puerta en la fachada oeste.
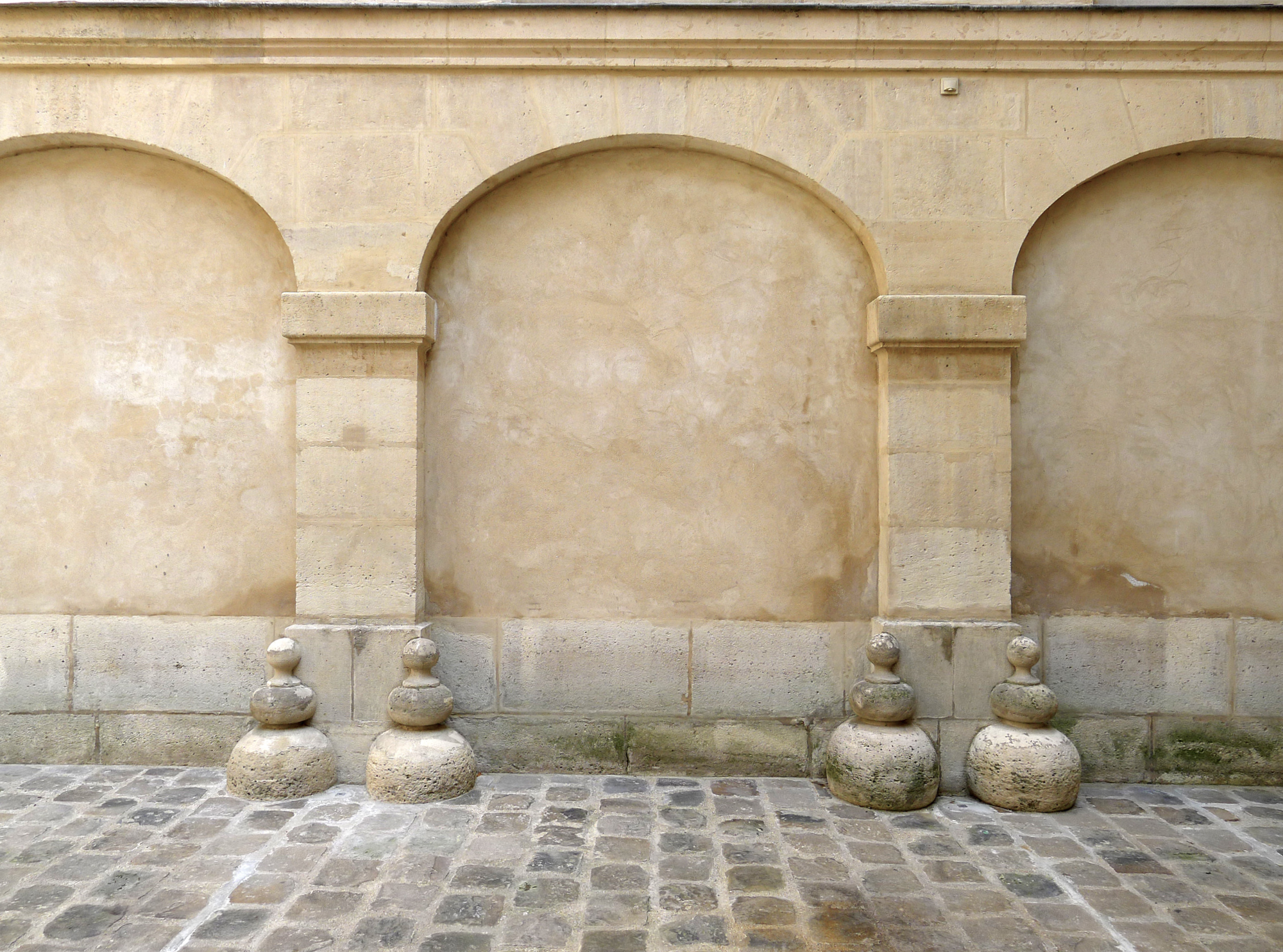
Fox wall, al este.

Détails
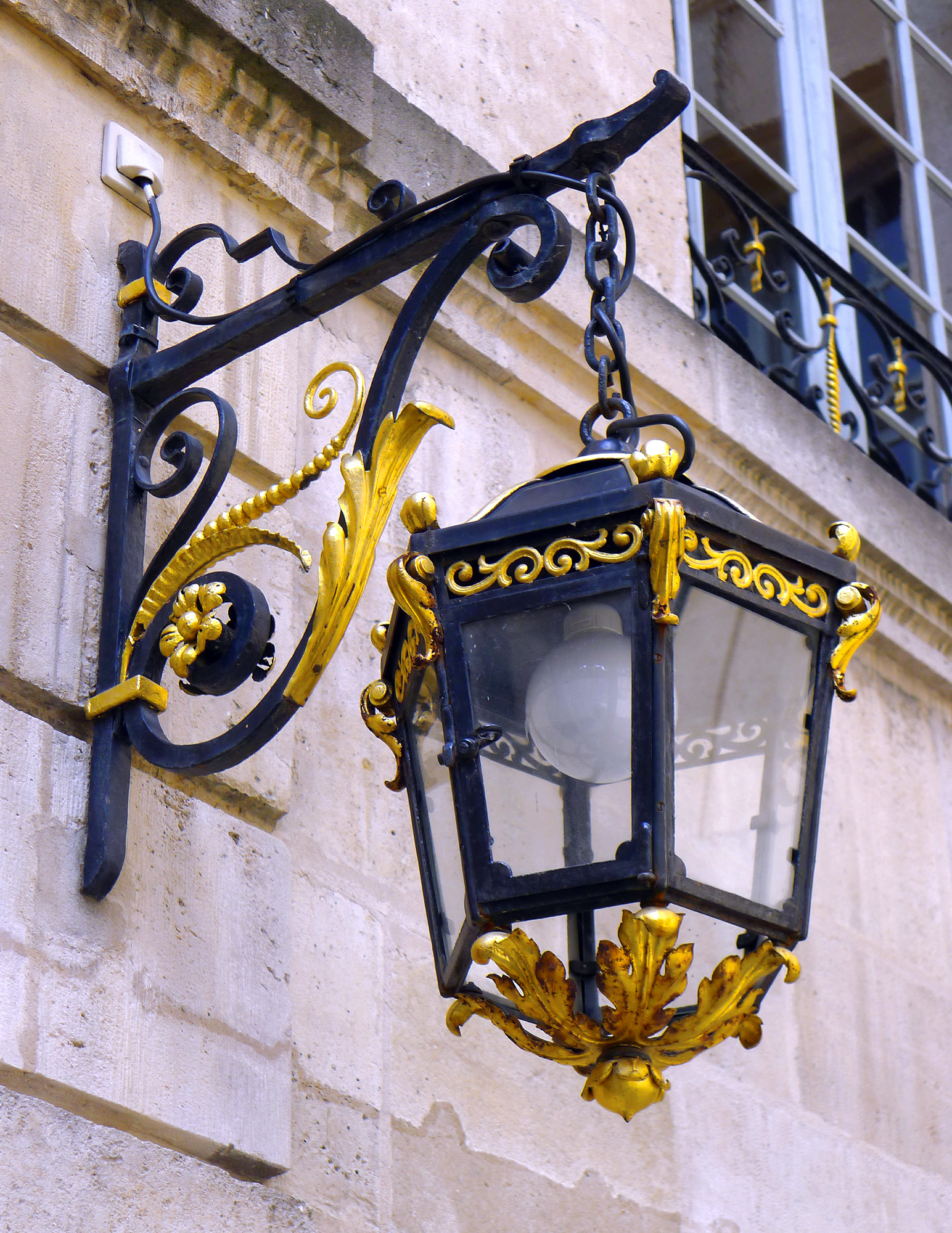
Linterna ornamentada, fachada del muelle.
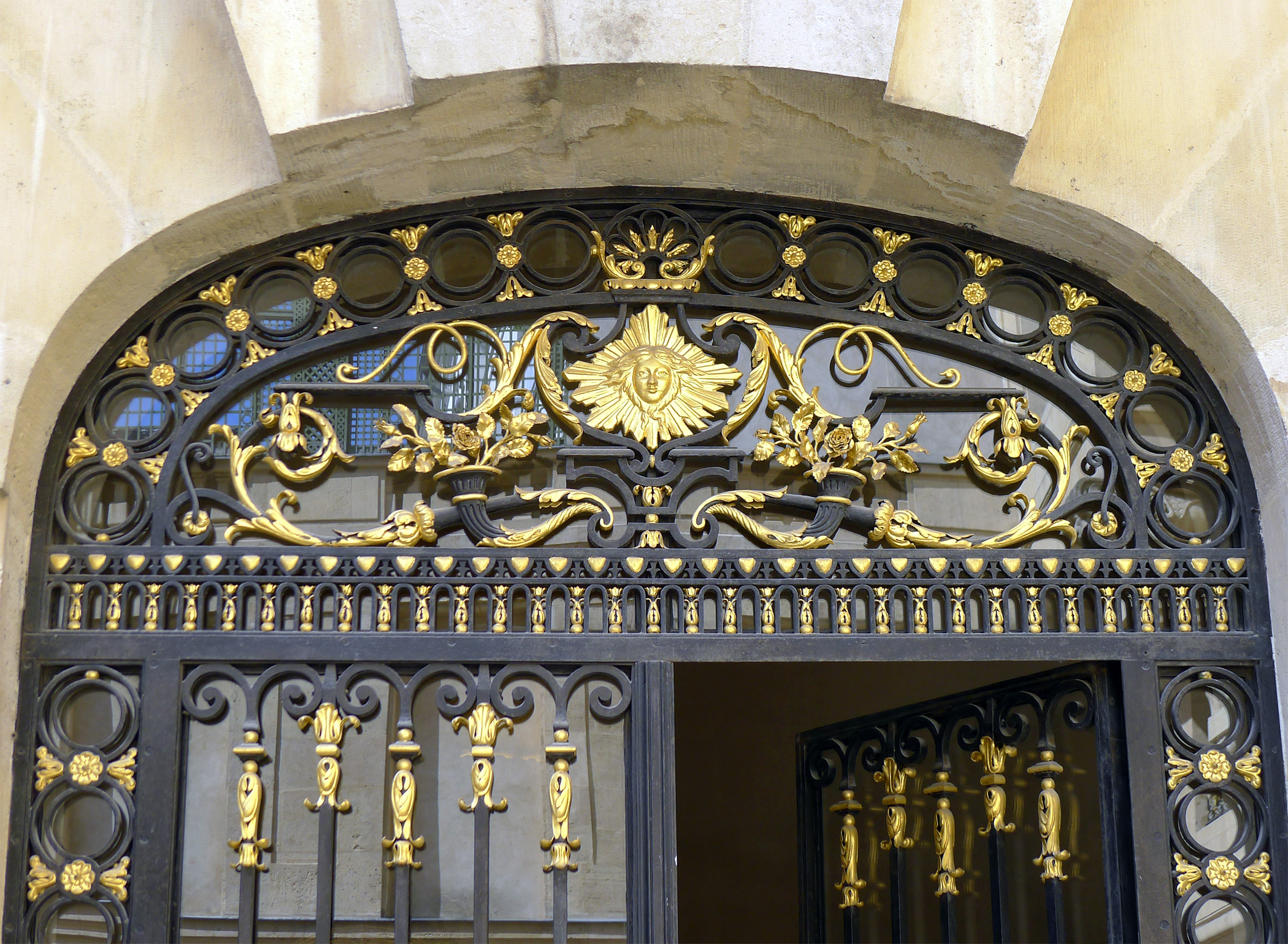
Detalle de una puerta de acceso al patio, fachada oeste.
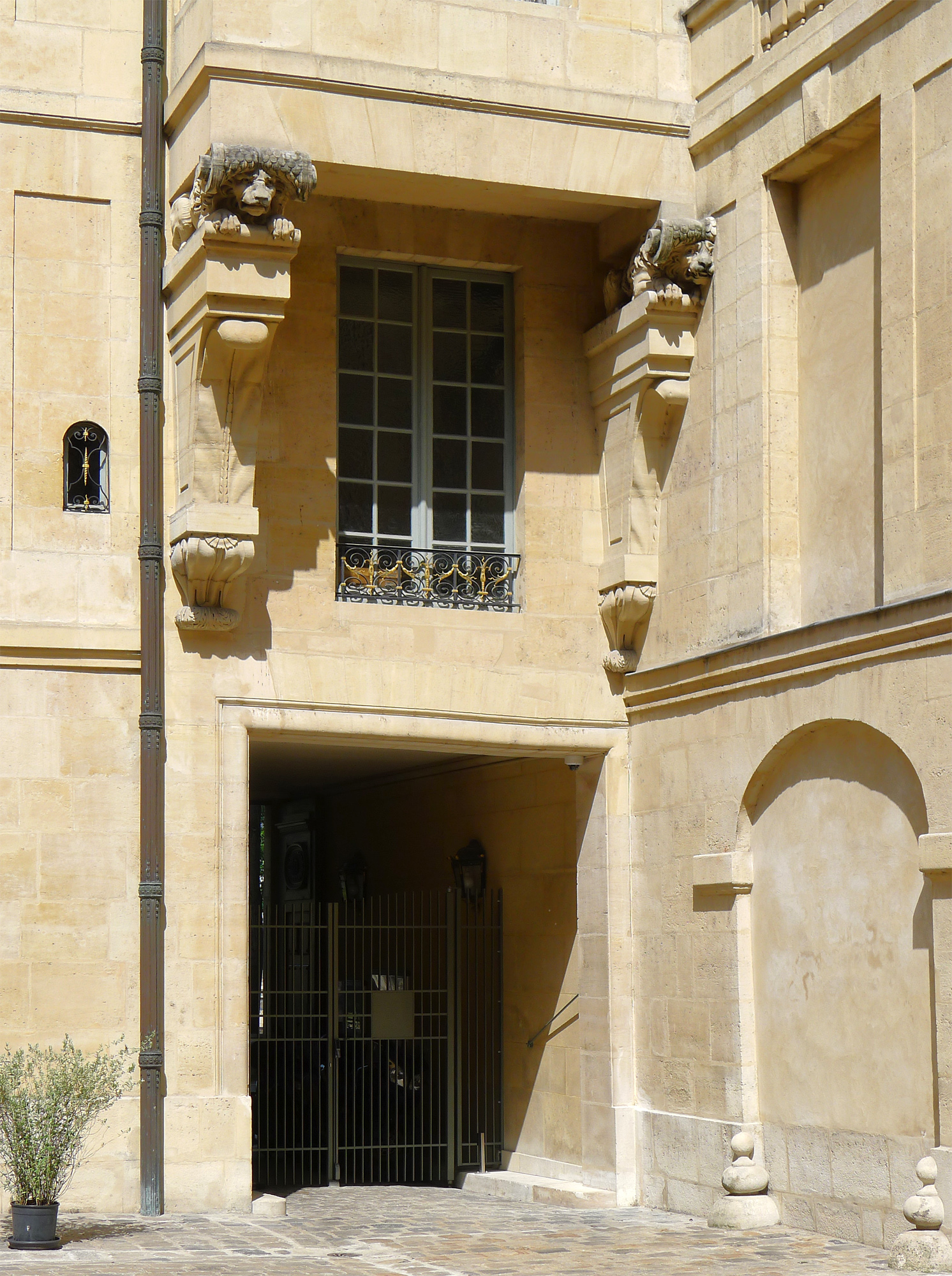
Gabinete apoyado por dos leones esculpidos, fachada norte sobre patio.
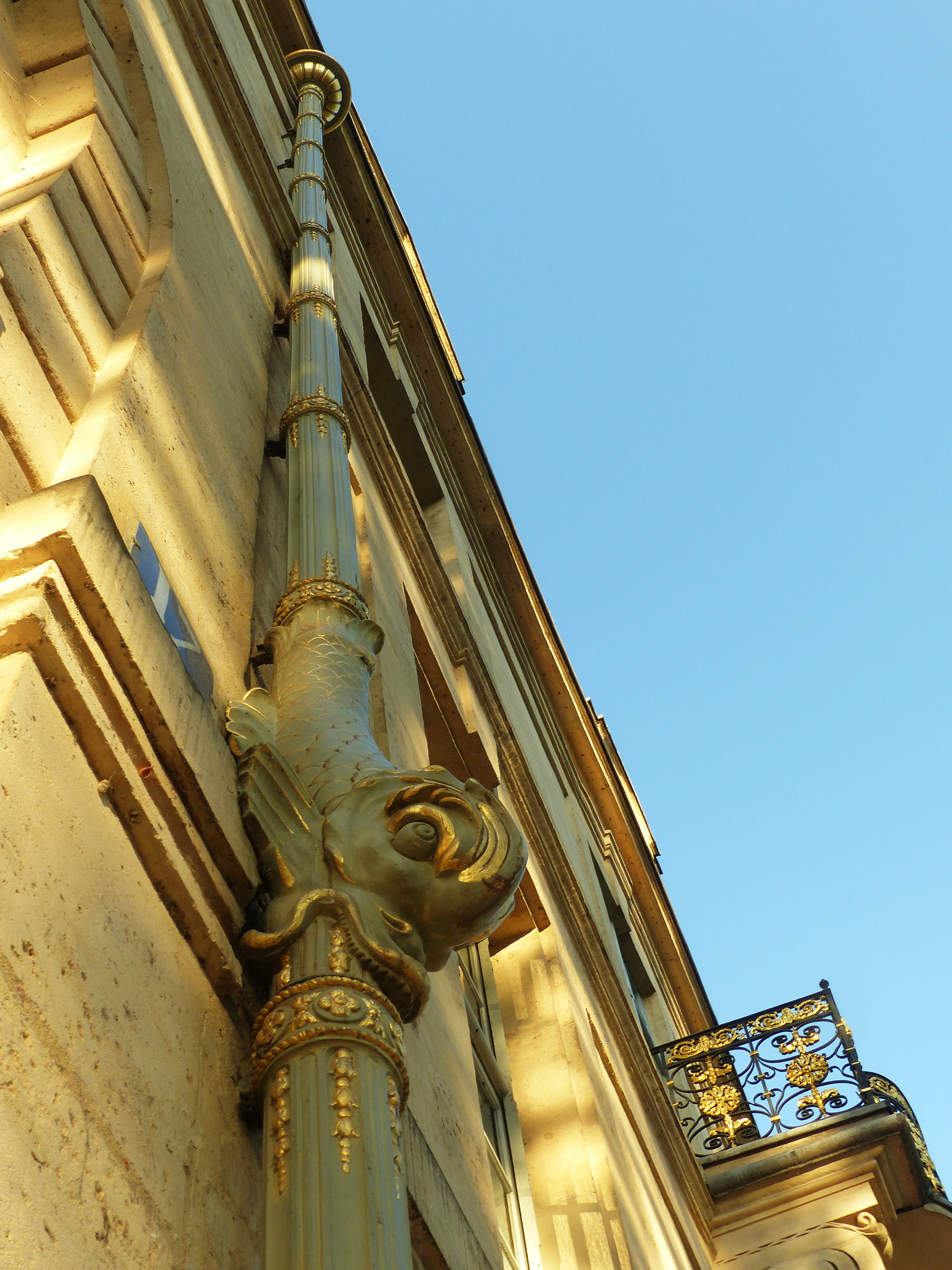
Canalón adornado, que contiene un delfín, fachada en el muelle.

Entre dos ventanas del segundo piso, en la fachada norte del patio, se encuentra un reloj de sol vertical decreciente por la tarde, que indica tanto las horas como el calendario. 3,20 metros de alto, 1,60 metros de ancho, está grabado y pintado. Rico, cuenta con cuatro líneas cada hora. Dos conectan el arco del solsticio de verano con el del solsticio de invierno, uno el arco del solsticio de invierno con el ecuatorial, dos el arco del solsticio de invierno con el borde derecho de la esfera. Se puntean cuatro líneas de media hora. La línea ecuatorial, ascendente y también punteada, va acompañada de los símbolos de Libra y Aries ; los dos arcos de los solsticios representan a Cáncer y Capricornio respectivamente. La línea del verdadero mediodía también se usa para indicar el calendario, por doce líneas perpendiculares correspondientes al primer día de cada mes, el primer semestre a la izquierda de la línea, el segundo a la derecha. El disco no fue reemplazado durante la restauración de la esfera en 1957. Estaba en los almacenes del hotel en 1970, cuando se le tomó una fotografía de archivo; el futuro del disco ya que no se sabe. Representaba un rostro, rodeado de rayos que convergían hacia la mirilla. El trípode que lo sostenía, decorado, como los faroles y canalones del hotel, con motivos vegetales dorados, aún está presente sobre la esfera.

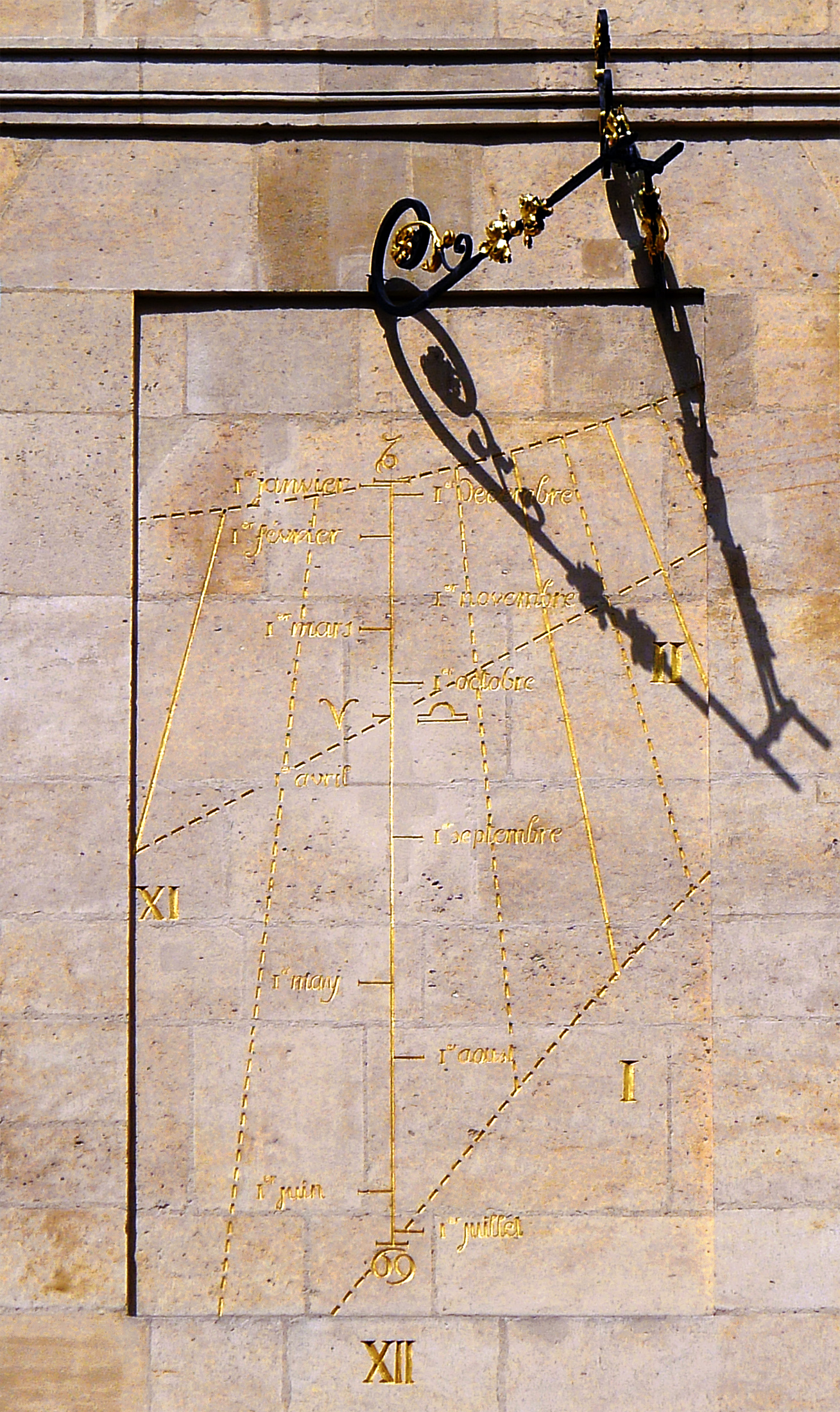
Reloj de sol, en el patio.

Las rejas que datan de 1910 se quitaron a principios de la década de 2000, durante la restauración de las fachadas, y se reemplazaron por otras nuevas de madera. En 2021 su venta a Drouot, aunque legal, entristece a los defensores del patrimonio parisino.

## Ubicación
En 1998, el hotel fue uno de los escenarios de la película The Ninth Gate de Roman Polanski . Su fachada representa el edificio de la fundación de la Baronesa Kessler.
El Hôtel de Lauzun aparece en la película Hadewijch (2009) de Bruno Dumont, como el apartamento de los padres de Céline.
En 2015, un equipo del programa Secrets d'Histoire rodó varias secuencias en el hotel como parte de un número dedicado a Anne-Marie-Louise d'Orléans, titulado La Grande Mademoiselle: un rebelde bajo Luis XIV y transmitido el 19 de julio de 2016 sobre Francia 2.